# ザ・トルバドールズ
ザ・トルバドールズ（The Troubadours）は、イギリスのロック・バンド。

## 概要
2002年結成。「吟遊詩人」を意味するバンド名は、ローリング・ストーンズの「悪魔を憐れむ歌」の歌詞の一節からとられた。日本ではシングル「ギミ・ラヴ (Gimme love)」のラジオ・ヒットもあり、着実に人気を集めていたが、本国イギリスでの成功には恵まれないまま、2009年に解散。しかし、2011年には一夜限りの再結成ライブをきっかけに活動を再開した。

## 来歴
2002年、幼なじみのマーク・フリス（ボーカル兼ギター）とジョニー・モリヌー（ギター）がメンバー募集の張り紙を貼って、オーディションの末にトニー・ファーガソン（ベース）、そしてトニーの紹介でエルモ・ウォッツ（ドラムス）が加入。
しばらくはデモ作りに励み、2007年にシングル「ギミ・ラヴ」を自主リリースし、インディーチャートの20位を記録。ちなみに、シングルをプロデュースしたジョン・レッキーは「『ギミ・ラヴ』を聴いた瞬間に、彼らと仕事をしなければ!と思ったんだ。そのサウンドは実に新鮮で、とくにソングライターのマーク・フリスは10年にひとり出るか出ないかのソングライターだよ」と絶賛したと言われている。
2008年には音楽誌『Q』の「今年ブレイク必至のニューバンド・ベスト10」に選出される。また、ポール・ウェラーやジ・エナミーのオープニングアクトに抜擢され、そのポール・ウェラーは「ザ・トルバドールズは英国伝統メロディの至宝だ」と絶賛したと言われている。6月には、シングル専門レーベルのLoog Recordsから「(I'm Not) Superstitious」をリリース。
一方、日本のレコード会社であるBMG JAPANは、独自にバンドにアプローチ。2008年7月、日本限定のデビューEPを3000枚限定でリリース。8月にはサマーソニックに出演を果たし、ザ・フラテリスの単独公演にもオープニングアクトとして出演。9月には本国でのリリースは未定のまま日本先行でファースト・アルバム『ザ・トルバドールズ』をリリース。アルバムは9月26日の『とくダネ!』の「小倉智昭の週刊!エンタ☆マイスター」に取り上げられ、「ギミ・ラヴ」も全国のラジオ局でパワー･プレイされるなど本国以上の人気を獲得し、アルバムは1万枚を超える売り上げを記録。また同年11月には単独来日公演を敢行している。
しかし、日本でのデビュー・アルバム発表直前に、ギタリストのジョニーがガールフレンドの妊娠を理由に脱退。後任として元ザ・スタンズのルーク・トムソンが加入して来日公演を乗り切ったが、ルークもすぐに脱退。代わりにすぐロビー・テイラーなる人物が加入するなど、メンバーチェンジが相次いだ。
また、当時イギリスのチャートはロック・バンドが不振を極めていたこともあって、バンドの判断で本国でのアルバム発売は先送りされた。しかし、アルバムのリリース延期を繰り返すうちに、バンドの活動は縮小。2009年の終わりには、活動休止状態となった。
2010年、フロントマンのマーク・フリスは新バンド「ザ・キャプティヴ・ハーツ」を結成し、翌2011年にはデビューEP「ハミングバード」を発表した。しかしトルバドールズ同様、バンドメンバーの脱退などですぐに解散状態に追い込まれた。
2011年末、地元リバプールにて行われた一夜限りの再結成ライブがソールド・アウトとなったことから、再びオリジナル・メンバーが集結し、トルバドールズとして活動再開することになった。

## 影響
彼らが影響を受けたアーティストとして挙げていたのは、ザ・ストーン・ローゼズ、ラヴ、ラーズ、キャスト、シャック、キャプテン・ビーフハート、ビートルズなど。

## メンバー
- マーク・フリス (Mark Frith) - ボーカル、ギター、ピアノ、ハーモニカ
- ジョニー・モリヌー (Johnny Molyneux) - リードギター、コーラス) (2008年脱退、2011年再加入)
- トニー・ファーガソン (Tony Ferguson) - ベース、コーラス
- エルモ・ウォッツ (Elmo Watts) - ドラム

### 旧メンバー
- ルーク・トムソン (Luke Thomson) - リードギター、コーラス (2008年)
- ロビー・テイラー (Robbie Taylor) - リードギター、コーラス (2009年)

## ディスコグラフィ

### アルバム
- 『ザ・トルバドールズ』 - The Troubadours (2008年、BMG JAPAN) ※日本限定。オリコン70位、洋楽チャート22位

### EP
- 『ザ・トルバドールズEP』 - The Troubadours EP (2008年、BMG JAPAN) ※日本限定

### シングル
- "Gimme love" (2007年) ※インディー20位
- "(I'm Not) Superstitious" (2008年) ※インディー8位
- "Surrender" (2009年) ※ダウンロード限定